# Бырзина (село)
Бырзина (болг. Бързина) — село в Болгарии. Находится в Врачанской области, входит в общину Хайредин. Население составляет 285 человек.

## Политическая ситуация
В местном кметстве Бырзина, в состав которого входит Бырзина, должность кмета (старосты) исполняет Светлин Горанов Цветков (Болгарская социалистическая партия (БСП)) по результатам выборов.
Кмет (мэр) общины Хайредин — Радослав Тодоров Стойков (Болгарская социалистическая партия (БСП)) по результатам выборов.